# Козёл (Подляское воеводство)
Козёл (пол. Kozioł) — деревня в Кольненском повете Подляского воеводства Польши. Входит в состав гмины Кольно. По данным переписи 2011 года, в деревне проживало 316 человек.

## География
Деревня расположена на северо-востоке Польши, на берегах реки Писа, на расстоянии приблизительно 7 километров (по прямой) к западу от города Кольно, административного центра повета. Абсолютная высота — 114 метров над уровнем моря. К востоку от населённого пункта проходит национальная автодорога .

## История
Согласно «Списку населенных мест Ломжинской губернии», в 1906 году в деревне Козиол проживало 676 человек (334 мужчины и 342 женщины). В конфессиональном отношении большинство население деревни составляли католики (625 человек), остальные — евреи (25 человек), лютеране (20 человек) и православные (6 человек). В административном отношении деревня входила в состав гмины Червоне Кольненского уезда.
В период с 1975 по 1998 годы Козёл являлся частью Ломжинского воеводства.